# Сотников, Анатолий Иванович
Анато́лий Ива́нович Со́тников (17 сентября 1939, Горловка, Сталинская область — 11 июня 2007, Екатеринбург) — советский и российский учёный-металлург, специалист в области теории металлургических процессов. Доктор химических наук, профессор Уральского политехнического института, Лауреат Государственной премии СССР. Ведущий учёный в области высокотемпературной физической химии и электрохимии расплавов, внёс значительный вклад в изучение физико-химических основ металлургических процессов, электрохимическую теорию взаимодействия металлов с оксидными расплавами.

## Биография
Родился 17 сентября 1939 года в Горловке Донецкой области.
В 1956 году поступил на металлургический факультет Уральского политехнического института. Научную работу А. И. Сотников начал на кафедре «Теория металлургических процессов» ещё в студенческие годы. По окончании института по специальности «Физикохимические исследования металлургических процессов», в 1961 году был оставлен при кафедре аспирантом, затем в 1964 году был избран ассистентом и в 1967 году — доцентом. После защиты докторской диссертации с 1976 года работал профессором, а с 1990 по 2005 годы заведовал этой же кафедрой.
Учителем А. И. Сотникова был выдающийся учёный и педагог, создатель крупной научной школы в области высокотемпературной физической химии, профессор О. А. Есин. А. И. Сотников сумел дополнить и развить представления об ионной природе шлаковых расплавов, обосновав, в частности, знакопеременное строение жидкостной обкладки двойного слоя в расплавленных электролитах.
Скончался 11 июня 2007 года в Екатеринбурге. Похоронен на Широкореченском кладбище.

## Научная деятельность
Основные направления научной работы А. И. Сотникова — изучение строения и свойств границы металлов с оксидными расплавами, кинетика взаимодействия этих фаз, диффузии в жидких металлах и оксидах. А. И. Сотников создал модель двойного электрического поля в ионных расплавах, нашёл кинетические характеристики ряда пирометаллургических реакций, предложил критерий аморфируемости расплавов при их закалке, разработал несколько методов определения физико-химических свойств расплавов.
Тематика работ Анатолия Ивановича и его учеников — исследование адсорбционно-химических характеристик границы раздела металл — оксидный расплав, моделирование механизма электрохимических процессов в виде эквивалентных электрических схем. Под руководством Сотникова А. И. была создана теория импеданса радиальной поверхностной диффузии, в которой впервые описан элемент, моделирующий диффузию адсорбированного субиона кислорода по поверхности твёрдого электрода. Полученные научной группой А. И. Сотникова данные позволили углубить представления о строении и свойствах границы металлов с оксидными расплавами, кинетике взаимодействия этих фаз, диффузии в жидких металлах и оксидах. По результатам научной работы опубликовано более 280 статей, пять книг, сделан ряд докладов на российских и международных конференциях. А. И. Сотников и его ученики получили 9 авторских свидетельств на изобретения.
А. И. Сотников читал лекции студентам металлургического и физико-технического факультетов по теории металлургических процессов, электрохимии, теории гомогенных и гетерогенных реакций, статистической термодинамике и многим другим дисциплинам, готовил бакалавров, инженеров и магистров. Под руководством Анатолия Ивановича подготовлено 12 кандидатов и доктор наук.
В 1982 году А. И. Сотников в составе коллектива авторов был удостоен Государственной премии СССР в области науки за цикл работ «Исследование строения, свойств и взаимодействия металлургических расплавов». Также он был награждён медалью «За освоение целинных земель» (1957), почётным знаком СССР «За отличные успехи в работе» (1989), знаком «Почётный работник высшего профессионального образования РФ» (1999).

## Общественная работа
Профессор А. И. Сотников вёл большую общественную работу в учёных советах факультета и университета, в специализированных советах по защите диссертаций, в редколлегии журнала «Расплавы», являлся членом экспертного совета Российского фонда фундаментальных исследований. Также он был заместителем председателя оргкомитета ряда российских конференций по строению и свойствам металлических и шлаковых расплавов.
Несколько лет Анатолий Иванович успешно возглавлял партийную организацию факультета, сохранив его стабильность и работоспособность в политически сложные годы конца 1980-х годов.

## Диссертации
- Особенности строения и кинетические свойства границы металла с оксидным расплавом (докторская диссертация, УПИ, 1974)[7]